# Nothobranchius luekei
Nothobranchius luekei är en fiskart som beskrevs av Seegers, 1984. Nothobranchius luekei ingår i släktet Nothobranchius och familjen Nothobranchiidae. IUCN kategoriserar arten globalt som sårbar. Inga underarter finns listade i Catalogue of Life.